# Нани, Марина
Марина Нани (итал. Marina Nani; около 1400—1473), — догаресса Венеции, жена дожа Франческо Фоскари (пр. 1423—1457).
Марина была дочерью Бартоломео Нани. Она вышла замуж за Франческо Фоскари в 1415 году, который был избран дожем в 1423 году. Марина родилась примерно в 1400 году и таким образом была одной из самых молодых догаресс в истории, а также одной из немногих из них, кто рожал, будучи догарессой. Она была коронована в ходе тщательно продуманной церемонии в 1427 году, когда на её голову была возложена корона, а она совершила официальный въезд в город. Во время церемонии её сопровождали маркиз Мантуанский и маркиз Феррарский.
Марина Нани играла активную роль во время правления своего мужа, и лишь немногие из её предшественниц или преемниц на месте догарессы так живо участвовали в официальных мероприятиях и играли такую заметную общественную роль, как она. Марина Нани выступала в качестве посланника к приезжим высокопоставленным женщинам или жёнам приезжих мужчин-сановников, показывая им Венецию и тем самым демонстрируя её богатство и величие, а также работала в качестве дипломата, заключающего союзы.
В 1445 году сын Нани был обвинён в государственной измене и взяточничестве, и её супруг был вынужден сослать его. Марина умоляла его это не делать, но безуспешно. Это вызвало у Франческо депрессию, из-за которой Пьетро Лоредани обвинил его в том, что он не подходит для своей должности. Марина обратилась к Лоредани, но тот в ответ обвинил её в государственной измене и прелюбодеянии. Франческо был низложен в 1457 году и вскоре умер. Власти хотели устроить ему государственные похороны, потому что он был популярен, а публика не знала причину его ухода с должности. Марина отказалась отдать им его тело. В конце концов её заставили это сделать, но она отказалась участвовать в похоронах.
Марина Нани прожила ещё множество лет, будучи вдовой, на унаследованной ею земле.